# Senna silvestris
Senna silvestris är en ärtväxtart som först beskrevs av Vell., och fick sitt nu gällande namn av Howard Samuel Irwin och Rupert Charles Barneby. Senna silvestris ingår i släktet sennor, och familjen ärtväxter.

## Underarter
Arten delas in i följande underarter:
- S. s. bifaria
- S. s. silvestris